# Lake Huntley
Der Lake Huntley ist ein See im Nordwesten des australischen Bundesstaates Tasmanien, ca. 24 km südsüdöstlich von Rosebery und ca. 16 km nordnordöstlich Queenstown. 
Im See, der in der Tyndall Range westlich des Cradle-Mountain-Lake-St.-Clair-Nationalparks liegt, entspringt der Anthony River.